# Ямагути, Кэйдзи
Кэйдзи Ямагути (яп. 山口 圭司 Ямагути Кэйдзи, 17 февраля 1974, Хакодате, Хоккайдо, Япония) — японский боксёр-профессионал, выступающий в первой наилегчайшей весовой категории. Является чемпионом мира по версии Всемирной боксёрская ассоциации.